# Quận của tỉnh Pas-de-Calais
7 quận của tỉnh Pas-de-Calais gồm:
1. Quận Arras, (tỉnh lỵ của tỉnh Pas-de-Calais: Arras) với 17 tổng và 369 xã. Dân số của quận này là 299.123 người năm 1990, 300.785 người năm 1999, tăng trưởng dân số là 0.56%.
2. Quận Béthune, (quận lỵ: Béthune) với 14 tổng và 99 xã. Dân số của quận này là 282.966 người năm 1990, và 279.783 người năm 1999, tăng trưởng dân số là 1.12%.
3. Quận Boulogne-sur-Mer, (quận lỵ: Boulogne-sur-Mer) với 8 tổng và 75 xã. Dân số của quận này là 158.703 người năm 1990, và 163.159 người năm 1999, tăng trưởng dân số là 2.81%.
4. Quận Montreuil, (quận lỵ: Montreuil) với 8 tổng và 164 xã. Dân số của quận này là 98.264 người năm 1990, và 99.288 người năm 1999, tăng trưởng dân số là 1.04%.
5. Quận Saint-Omer, (quận lỵ: Saint-Omer) với 8 tổng và 116 xã. Dân số của quận này là 148.189 người năm 1990, và 153.523 người năm 1999, tăng trưởng dân số là 3.6%.
6. Quận Calais, (quận lỵ: Calais) với 5 tổng và 28 xã. Dân số của quận này là 114.702 người năm 1990, và 118.311 người năm 1999, tăng trưởng dân số là 3.15%.
7. Quận Lens, (quận lỵ: Lens) với 17 tổng và 43 xã. Dân số của quận này là 331.256 người năm 1990, và 326.719 người năm 1999, tăng trưởng dân số là 1.37%.